# Mateo Miguel Ayllón Alonso
Mateo Miguel Ayllón Alonso (Cuenca, 21 de septiembre de 1793 - Madrid, 9 de agosto de 1844) fue un político liberal y jurista español

## Biografía
En su localidad natal comenzó los estudios de Filosofía, pero pronto se integró en el ejército participando en la guerra de la Independencia, retirándose en 1821 con el grado de teniente. Instaló su residencia en Sevilla, donde trabajó en el gobierno político de la ciudad y cursó dos años de Filosofía y Leyes en la universidad, graduándose como bachiller, tras lo que trabajó en un reconocido despacho de la ciudad, siendo admitido como abogado en la Audiencia Territorial. En 1822 fue elegido Prócer del Reino, pero el tiempo que permaneció en las Cortes fue breve ya que debió exiliarse con la caída del Trienio Liberal en 1823. Permaneció en Francia, donde fue Secretario de las Cortes en el exilio, después en Gibraltar y más tarde en Londres, hasta la amnistía de 1834, momento en el que regresó incorporándose como juez en Madrid y fiscal en el Tribunal de Cuentas.
Fue elegido diputado en el período 1836/1837 y después en 1839. Fue nombrado ministro de Hacienda en el gabinete presidido por Joaquín María López en mayo de 1843, poco antes del final de la regencia de Espartero, permaneciendo unos pocos días en el gobierno que cesa el mismo mes. Ocupó de nuevo la cartera en julio hasta noviembre del mismo año.
| Predecesor: Ramón María Calatrava Juan Álvarez Mendizábal | Ministro de Hacienda 9 de mayo de 1843 - 19 de mayo de 1843 24 de julio de 1843 - 5 de noviembre de 1843 | Sucesor: Juan Álvarez Mendizábal Manuel Cantero de San Vicente |